# Daramus serricornis
Daramus serricornis är en skalbaggsart som beskrevs av Leon Fairmaire 1892. Daramus serricornis ingår i släktet Daramus och familjen långhorningar.
Artens utbredningsområde är:
- Djibouti.
- Kenya.
- Malawi.
- Moçambique.
- Niger.
- Senegal.
- Zimbabwe.

Inga underarter finns listade i Catalogue of Life.